# Zacky Vengeance
Zacky James Baker (n. 11 decembrie 1981, Olympia, Washington, SUA), mai cunoscut sub numele de scenă Zacky Vengeance, este un muzician american și chitaristul ritmic al formației americane, Avenged Sevenfold.

## Biografie
În liceu, Baker a participat la liceul Huntington Beach. Baker a venit cu numele de scenă "Zacky Vengeance" pentru că dorea să se întoarcă la toți cei care se îndoiau de succesul său. De asemenea, el a ales numele de scenă al lui Johnny, "Johnny Christ", pentru că a spus că este potrivit pentru el. Înainte de Avenged Sevenfold, el a fost într-o trupă de punk numită MPA *, care se referă la Mad Porno Action.
El și M. Shadows au fondat trupa Avenged Sevenfold. El a învățat cum să cânte la chitară la vârsta de 13 ani. Vengeance a fost, de asemenea, responsabil pentru crearea acronimului "A7X".
În ciuda faptului că este stângaci, Vengeance își amintește că prima chitară la care a învățat să cânte, a fost, de fapt pentru dreptaci, deși părinții lui i-au cumpărat-o pentru a 13-a aniversare. 
El a învățat cântând cu capul în jos, urmărindu-și trupele preferate și alte persoane pe care le știa el să cânte și a practicat cât de mult a putut. 
El a citit, de asemenea, fiecare ediție a cover-ului World Guitar, învățând filele cântecelor publicate în acestea și urmărind profesioniști până când el ar putea cânte la fel de bine. 
Influențele sale în stilul său sunt Rancid, Misfits și Bad Religion. Trupele preferate lui Vengeance includ, de asemenea, Metallica, Misfits și Guns N' Roses.
În liceu a jucat baseball. El susține că, dacă nu pentru reușea în cariera sa muzicală, el ar fi cântat la facultate și ar fi putut merge pro.

## Discografie

### Cu Avenged Sevenfold
- Sounding the Seventh Trumpet (2001)
- Waking the Fallen (2003)
- City of Evil (2005)
- Avenged Sevenfold (2007)
- Nightmare (2010)
- Hail to the King (2013)
- The Stage (2016)